# Coiro (Mazaricos)
Coiro (llamada oficialmente Santa María de Coiro) es una parroquia del municipio de Mazaricos, en la provincia de La Coruña, Galicia, España.

## Entidades de población
Entidades de población que forman parte de la parroquia:
- Bouzas (As Bouzas)
- Coiro
- Corrubedo
- Fírvado
- Fornís
- Gosende
- Jestoso (Xestoso)
- Loureiro
- Manda (A Manda)
- Pajareiras (As Paxareiras)
- Recarea
- San Cristóbal (San Cristovo)
- Suevos
- Vilar (Vilar de Coiro)
- Vilar de Costa

## Demografía
| Gráfica de evolución demográfica de Coiro entre 2000 y 2018 |
|                                                             |
| Población de derecho según el padrón municipal del INE      |